# 진관희 음란 사진 유출 사건

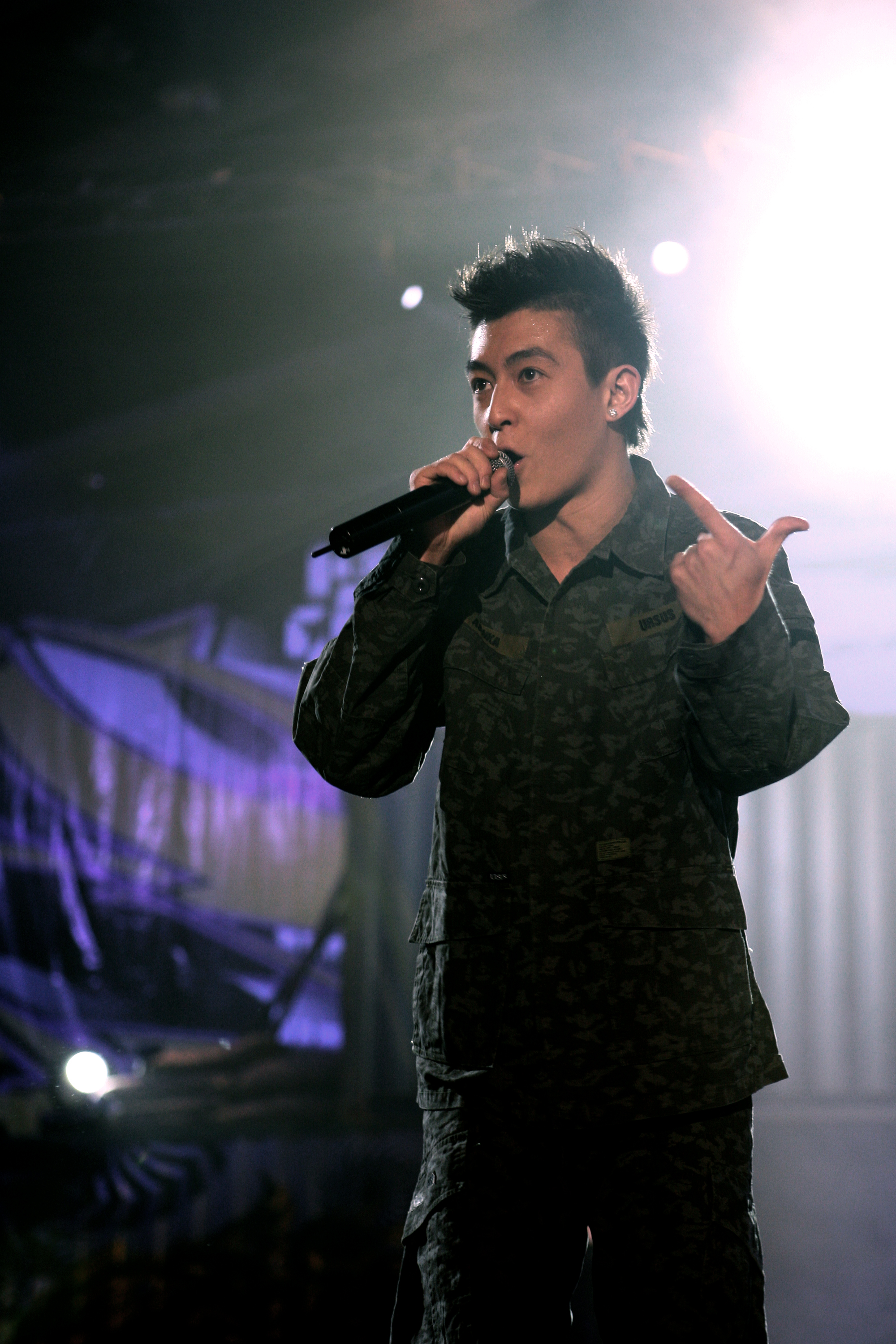
진관희

진관희 음란 사진 유출 사건(중국어: 陳冠希裸照事件, 香港藝人不雅照事件, 藝人床照流出事件, 영어: Edison Chen photo scandal)은 2008년 1월, 홍콩 배우 진관희의 개인 사진이 인터넷에 유출된 사건을 말한다. 사진에 등장하는 여배우는 중신퉁, 장바이즈, 진문원 등이다. 이 사건은 2008년 초, 홍콩의 엔터테인먼트 업계를 중심으로 큰 관심을 모았다. 빈과일보는 1월 29일부터 2월 18일까지 매일 보도했다.
2008년 1월 28일, 홍콩의 남성 배우 진관희와 중신퉁, 장바이즈, 진문원 등과의 개인 베드신 사진이 인터넷에 나도는 사건이 일어났다. 이에 따라 홍콩 경찰은 수사에 착수하여, 31일 용의자 1명을 체포하였다. 이후 진관희가 2006년에 컴퓨터 수리를 의뢰한 업체를 포함, 9명으로 확대했다.
2008년 2월 4일, 진관희는 변호사를 통해 약 1분 반에 이르는 영상 메시지를 공개하고 피해자와 사회 전체에 사과의 말을 영어로 언급하면서 "만약 사진을 다운로드 한 사람이 있으면 보관하거나 다른 사람에게 보내지 마십시오."라며 호소했다. 11일 중신퉁은 팬 미팅에 모습을 드러내 기자와 응대하며, "이전의 나는 정말 바보였다. 이번 사건으로 사회에 큰 폐를 끼친 것을 사과하고 싶다. 앞으로도 일을 열심히하겠다."고 말했다. 21일, 진관희는 홍콩 구룡만 전시 무역 센터에서 10분 사이의 짧은 기자 회견을 열고 자신이 배우와 침대에서 촬영한 사진이 유출된 것을 인정했지만, 자신의 동의 없이 인터넷에 공개는 불법 행위라고 설명했다. 또한 피해자와 그 가족, 자신의 부모와 전 홍콩 시민들에게 사과의 말을 전하며, 홍콩 연예계를 무기한 떠나기를 발표했다. 그러나 2009년에 홍콩 영화에 복귀하였다.

## 같이 보기
- 리쫑루이